# Ligne Guangfo
La Ligne Guangfo (chinois simplifié : 广佛线 ; chinois traditionnel : 廣佛線), dite aussi ligne Canton–Foshan ou métro Canton–Foshan (chinois simplifié : 广佛地铁 ; chinois traditionnel : 廣佛地鐵) , est une ligne de métro qui relie les villes Canton et Foshan, dans la province de Guangdong en Chine. C'est la premier ligne de métro à relier deux villes en Chine continentale.

## Historique

### Chronologie
- 3 novembre 2010 ouverture de Route Kuiqi à Xilang (zh)[2],
- 28 décembre 2015 ouverture de Xilang à Yangang (zh)[2],
- 28 décembre 2016 ouverture de Route Kuiqi à Nouveau centre-ville de l’est[2],
- 28 décembre 2018 ouverture de Yangang à Lijiao (zh)[2].

## Infrastructure

### Stations
|  |   |  | Code | Station                              | Ville  | Commune   | Correspondances |
|  | - |  | ---- | ------------------------------------ | ------ | --------- | --------------- |
|  | ■ |  | GF25 | Lijiao (zh)                          | Canton | Haizhu    | Canton 3        |
|  | • |  | GF24 | Nanzhou (zh)                         | Canton | Haizhu    | Canton 2        |
|  | • |  | GF23 | Shixi (zh)                           | Canton | Haizhu    |                 |
|  | • |  | GF22 | Yangang (zh)                         | Canton | Haizhu    |                 |
|  | • |  | GF21 | Shayuan (zh)                         | Canton | Haizhu    | Canton 8        |
|  | • |  | GF20 | Shachong (zh)                        | Canton | Liwan     |                 |
|  | • |  | GF19 | Hedong (zh)                          | Canton | Liwan     |                 |
|  | • |  | GF18 | Xilang (zh)                          | Canton | Liwan     | Canton 1        |
|  | • |  | GF17 | Jushu (zh)                           | Canton | Liwan     |                 |
|  | • |  | GF16 | Longxi (zh)                          | Canton | Liwan     |                 |
|  | • |  | GF15 | Zone financière de haute technologie | Foshan | Nanhai    |                 |
|  | • |  | GF14 | Lac aux mille lanternes              | Foshan | Nanhai    |                 |
|  | • |  | GF13 | Leigang                              | Foshan | Nanhai    | TNH 1           |
|  | • |  | GF12 | Route Nangui (zh)                    | Foshan | Nanhai    |                 |
|  | • |  | GF11 | Guicheng                             | Foshan | Nanhai    | Foshan 3        |
|  | • |  | GF10 | Chao’an (zh)                         | Foshan | Chancheng |                 |
|  | • |  | GF09 | Route Pujun-Nord                     | Foshan | Chancheng |                 |
|  | • |  | GF08 | Temple ancestral                     | Foshan | Chancheng |                 |
|  | • |  | GF07 | Rue Tongji                           | Foshan | Chancheng |                 |
|  | • |  | GF06 | Parc Jihua                           | Foshan | Chancheng |                 |
|  | • |  | GF05 | Route Kuiqi                          | Foshan | Chancheng | Foshan 2        |
|  | • |  | GF04 | Lanshi (zh)                          | Foshan | Chancheng |                 |
|  | • |  | GF03 | Lotus-du-Siècle                      | Foshan | Shunde    |                 |
|  | • |  | GF02 | Dongping                             | Foshan | Shunde    | Foshan 3        |
|  | ■ |  | GF01 | Nouveau centre-ville de l’est        | Foshan | Shunde    |                 |

1. ↑  Pour alléger le tableau, seules les correspondances existantes avec les transports guidés ou en site propre (métros, trains, tramways, téléphériques, BHNS, etc..) sont données. Les autres correspondances, notamment les lignes de bus autres que les BHNS, sont reprises dans les articles de chaque station.